# Prádanos de Bureba
Prádanos de Bureba ist eine historisch bedeutsame Kleinstadt und eine Gemeinde (municipio) mit 56 Einwohnern (Stand: 2024) in der nordspanischen Provinz Burgos in der Autonomen Gemeinschaft Kastilien und León.

## Lage und Klima
Prádanos de Bureba liegt auf dem Ostufer des Río Oca in einer Höhe von ca. 765 m. Burgos liegt etwa 35 km in südwestlicher Richtung entfernt. Durch die Gemeinde führt die Autopista AP-1. Das Klima ist gemäßigt bis warm; der für spanische Verhältnisse reichliche Regen (ca. 780 mm/Jahr) fällt – mit Ausnahme der eher trockenen Sommermonate – übers Jahr verteilt.

## Bevölkerungsentwicklung
| Jahr      | 1930 | 1940 | 1950 | 1960 | 1970 | 1981 | 1991 | 2001 | 2011 | 2021 |
| Einwohner | 263  | 253  | 222  | 196  | 153  | 103  | 89   | 54   | 57   | 56   |

## Sehenswürdigkeiten
- Euphemia-Kirche (Iglesia de Santa Eufemia)

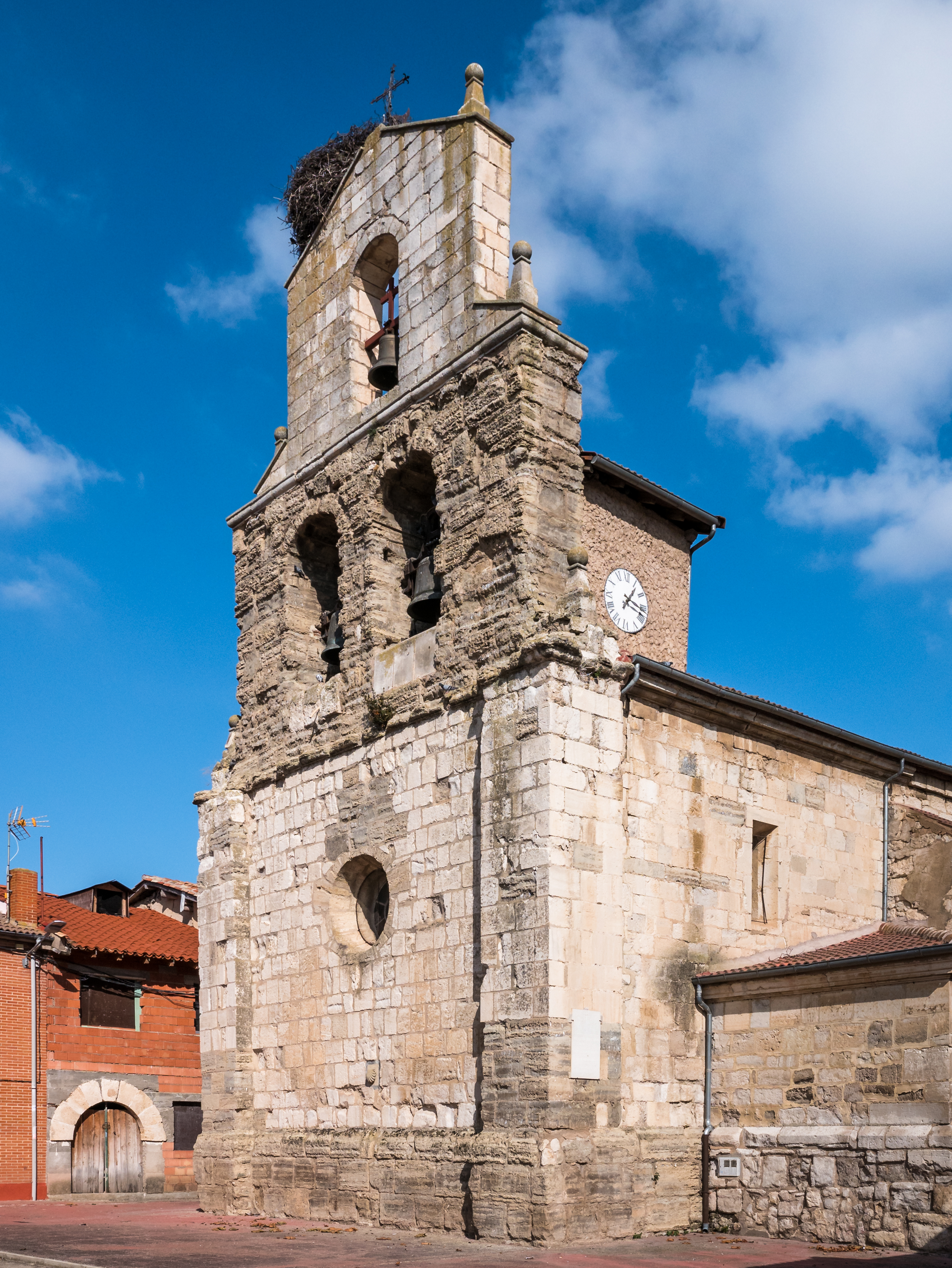
Iglesia de Santa Eufemia